# ルキアノサウルス
ルキアノサウルス（学名 Lucianosaurus）は歯だけが知られている類縁関係が不明な羊膜類の絶滅した属である。当初基盤的な鳥盤類恐竜として記載されたが、その後に系統不明の主竜形類クレードのメンバーとして再分類され、その後その歯のダダドンenのようなトラヴェルソドン科(en)のキノドン類との類似性（三角形に近い歯冠、拡大された小歯状突起、および埋め込み槽歯状という歯の特徴を共通して持つ）考慮され、類縁関係が不明なの羊膜類とされた（ただし、全体的な形状、地理的な乖離から分類群としてはむしろトラヴェルソドン科よりむしろ主竜形類である可能性が高い）。 この化石はアメリカ、ニューメキシコ州東部の三畳紀後期の地層で発見された。属名は化石が発見された場所であるルチアーノメサ（Luciano Mesa）にちなむ。

## 参照
1. ↑  Irmis, R.B., Parker, W.G., Nesbitt, S.J., and Liu, J. (2006).  Early ornithischian dinosaurs: the Triassic record. Historical Biology 19(1):3-22. doi:10.1080/08912960600719988
2. ↑  Tweet, J. (2010年). “Dinosaurs”. Thescelosaurus.com. 2009年7月27日時点のオリジナルよりアーカイブ。2010年4月25日閲覧。
3. ↑  Christian F. Kammerer, John J. Flynn, Lovasoa Ranivoharimanana and André R. Wyss (2012). “Ontogeny in the Malagasy Traversodontid Dadadon isaloi and a Reconsideration of its Phylogenetic Relationships”. Fieldiana Life and Earth Sciences 5:  112–125. doi:10.3158/2158-5520-5.1.112.
4. ↑  Hunt, A.P. and Lucas, S.G. 1994. Ornithischian dinosaurs from the Upper Triassic of the United States. In: Fraser, N.C. and Sues, H.-D. (eds), In the Shadow of the Dinosaurs: Early Mesozoic Tetrapods. Cambridge University Press, pp. 227-241.
5. ↑  U.S. Geological Survey Geographic Names Information System: Luciano Mesa